# Florencia (Santa Fe)
Florencia is een plaats in het Argentijnse bestuurlijke gebied General Obligado in de provincie Santa Fe. De plaats telt 7.246 inwoners.